# آریکاندا

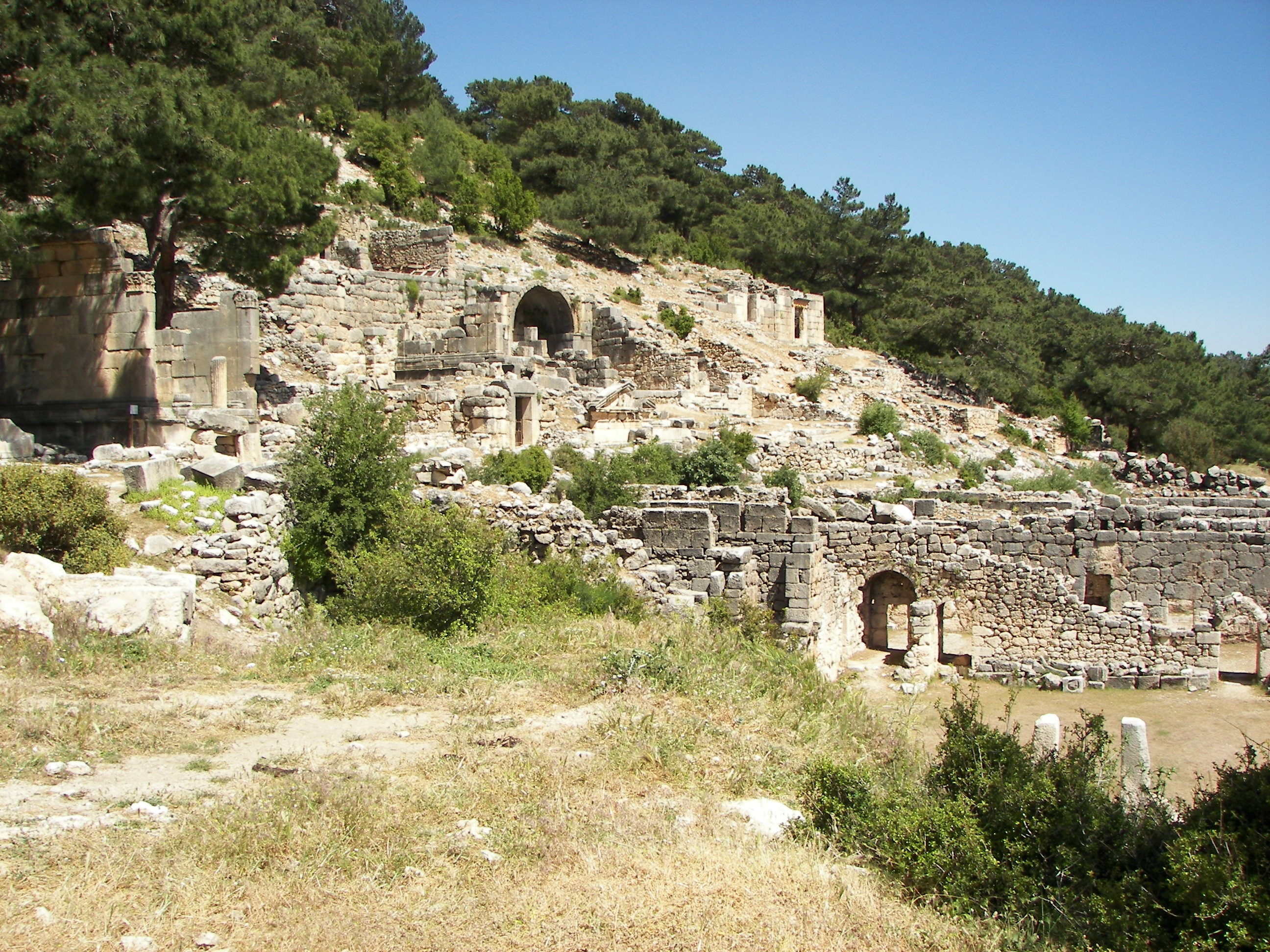

آریکاندا (یونانی باستان: Ἀρύκανδα) شهری باستانی لیکیایی در استان آنتالیا در ترکیه است.